# Кромбах (Доња Франконија)
Кромбах (њем. Krombach) град је у њемачкој савезној држави Баварска. Једно је од 32 општинска средишта округа Ашафенбург. Према процјени из 2010. у граду је живјело 2.162 становника. Посједује регионалну шифру (AGS) 9671138.

## Географски и демографски подаци
Кромбах се налази у савезној држави Баварска у округу Ашафенбург. Град се налази на надморској висини од 254 метра. Површина општине износи 10,6 km². У самом граду је, према процјени из 2010. године, живјело 2.162 становника. Просјечна густина становништва износи 203 становника/km².

## Међународна сарадња
| Мјесто | Држава    | Врста сарадње | Од    |
| ------ | --------- | ------------- | ----- |
|        | Француска | партнерство   | 1996. |
| Извор  |           |               |       |